# 摩拉維亞福爾斯 (北卡羅萊納州)
摩拉維亞福爾斯（英語：Moravian Falls）是位於美國北卡羅萊納州威爾克斯縣的普查規定居民點。

## 人口
根據2020年美國人口普查的數據，摩拉維亞福爾斯的面積為13.32平方千米，當中陸地面積為13.30平方千米，而水域面積為0.02平方千米。當地共有人口1712人，而人口密度為每平方千米128.53人。